# Trachelas organatus
Espèce
Trachelas organatus est une espèce d'araignées aranéomorphes de la famille des Trachelidae.

## Distribution
Cette espèce se rencontre aux États-Unis en Arizona et au Mexique au Sonora et en Basse-Californie,.

## Description
Les mâles mesurent de 4,48 à 4,90 mm et les femelles de 5,74 à 7,74 mm.

## Publication originale
- Platnick & Shadab, 1974 : A revision of the tranquillus and speciosus groups of the spider genus Trachelas (Araneae, Clubionidae) in North and Central America. American Museum Novitates, no 2553, p. 1-34 (texte intégral).